# 丽江丝瓣芹
丽江丝瓣芹（学名：Acronema schneideri）为伞形科丝瓣芹属的植物，是中国的特有植物。分布在中国大陆的云南、四川等地，生长于海拔2,500米至4,100米的地区，多生于山坡灌丛或冷杉林中，目前尚未由人工引种栽培。